# Philenoptera nelsii
Philenoptera nelsii là một loài thực vật có hoa trong họ Đậu. Loài này được (Schinz) Schrire mô tả khoa học đầu tiên năm 2000.